# Hirakata
Hirakata (枚方市?) è una città giapponese della prefettura di Ōsaka.
Citta' natale dello scacchista Hikaru Nakamura.

## Amministrazione

### Gemellaggi
Hirakata è gemellata con:
- Shanghai, dal 1987[1]